# Василівська сільська рада (Захарівський район)
Васи́лівська сільська́ ра́да —колишня  адміністративно-територіальна одиниця та орган місцевого самоврядування у Захарівському районі Одеської області. Адміністративний центр — село Василівка.

## Загальні відомості
Василівська сільська рада утворена в 1921 році.
- Територія ради: 46,36 км²
- Населення ради: 516 осіб (станом на 2001 рік)

## Населені пункти
Сільській раді були підпорядковані населені пункти:
- с. Василівка
- с. Червона Стінка

## Населення
Згідно з переписом 1989 року населення села становило 622 особи, з яких 262 чоловіки та 360 жінок.
За переписом населення 2001 року в селі мешкало 515 осіб.

### Мова
Розподіл населення за рідною мовою за даними перепису 2001 року:
| Мова       | Відсоток |
| ---------- | -------- |
| українська | 89,73 %  |
| молдовська | 8,91 %   |
| російська  | 1,16 %   |

## Склад ради
Рада складалася з 12 депутатів та голови.
- Голова ради: Каланча Іван Володимирович
- Секретар ради: Барабан Наталія Степанівна

### Керівний склад попередніх скликань
| Прізвище, ім'я, по батькові | Основні відомості                                                         | Дата обрання | Дата звільнення |
| --------------------------- | ------------------------------------------------------------------------- | ------------ | --------------- |
| Багачук Віктор Іванович     | Сільський голова, 1954 року народження, безпартійний                      | 26.03.2006   | 31.10.2010      |
| Каланча Іван Володимирович  | Сільський голова, 1955 року народження, освіта вища, член Партії регіонів | 31.10.2010   |                 |

Примітка: таблиця складена за даними сайту Верховної Ради України

### Депутати
За результатами місцевих виборів 2010 року депутатами ради стали:

#### За суб'єктами висування
| Суб'єкт висування | Кількість обраних депутатів | %   |
| ----------------- | --------------------------- | --- |
| Партія регіонів   | 12                          | 100 |

#### За округами
| № округу        | Прізвище, ім'я, по батькові     | Дата визнання обраним | Освіта             | Партійна приналежність | Відомості про обраного депутата           |
| --------------- | ------------------------------- | --------------------- | ------------------ | ---------------------- | ----------------------------------------- |
| Партія регіонів |                                 |                       |                    |                        |                                           |
| 1               | Атаман Сергій Борисович         | 03.11.2010            | вища               | член Партії регіонів   | приватний підприємець                     |
| 2               | Барабан Наталія Степанівна      | 03.11.2010            | середня спеціальна | позапартійна           | Василівська сільська рада, секретар       |
| 3               | Постевой Іван Яковлевич         | 03.11.2010            | вища               | член Партії регіонів   | Василівська сільська рада, землевпорядник |
| 4               | Поглід Микола Степанович        | 03.11.2010            | середня            | позапартійний          | Василівський сільський клуб, завідувач    |
| 5               | Поглід Володимир Степанович     | 03.11.2010            | середня спеціальна | член Партії регіонів   | тимчасово не працює                       |
| 6               | Кривенко Світлана Павлівна      | 03.11.2010            | середня            | позапартійна           | тимчасово не працює                       |
| 7               | Коханський Леонід Іванович      | 03.11.2010            | середня спеціальна | член Партії регіонів   | тимчасово не працює                       |
| 8               | Багачук Віктор Іванович         | 03.11.2010            | середня спеціальна | член Партії регіонів   | Василівська сільська рада, голова         |
| 9               | Гурдя Олександр Анатолійович    | 03.11.2010            | середня спеціальна | член Партії регіонів   | Павлівський лісгосп, лісничий             |
| 10              | Гиска Тетяна Анатоліївна        | 03.11.2010            | середня            | член Партії регіонів   | пенсіонер                                 |
| 11              | Немировський Руслан Євгенійович | 03.11.2010            | середня спеціальна | член Партії регіонів   | тимчасово не працює                       |
| 12              | Барабан Олександр Михайлович    | 03.11.2010            | вища               | член Партії регіонів   | тимчасово не працює                       |